# Ford Fusion (Vereinigte Staaten)
Der Ford Fusion ist ein Pkw-Modell der Mittelklasse, das zwischen 2005 und 2020 von der amerikanischen Ford Motor Company hergestellt wurde.
Der amerikanische Ford Fusion ist nicht zu verwechseln mit dem gleichnamigen europäischen Modell, das auf dem Ford Fiesta basiert. Demgegenüber entspricht der amerikanische Fusion größenmäßig dem europäischen Ford Mondeo. In Südafrika wurde die Limousine ebenfalls als Ford Fusion vermarktet.

## Fusion (2005–2012)
| Sterne im US-NCAP-Crashtest (2011) | 4 Sterne im US-NCAP-Crashtest |

Der Fusion ist der Nachfolger des Ford Contour und basiert auf einer verlängerten Bodengruppe des Mazda6. Er ist innerhalb der Modellpalette zwischen den Modellen Ford Focus und Ford Taurus platziert. Mit dem Fusion weitgehend baugleich sind der Mercury Milan und der Lincoln MKZ (ehemals Zephyr).
Erhältlich ist der Fusion mit zwei Ottomotoren, einem Vierzylinder-Reihenmotor mit 2,3 Litern Hubraum und einem V6-Motor mit einem Hubraum von 3 Litern. Für Fahrzeuge mit V6-Motor ist optional ein Allradantrieb erhältlich.
Ford produzierte von Mitte 2005 bis Ende 2011 mehr als eine Million Fahrzeuge.

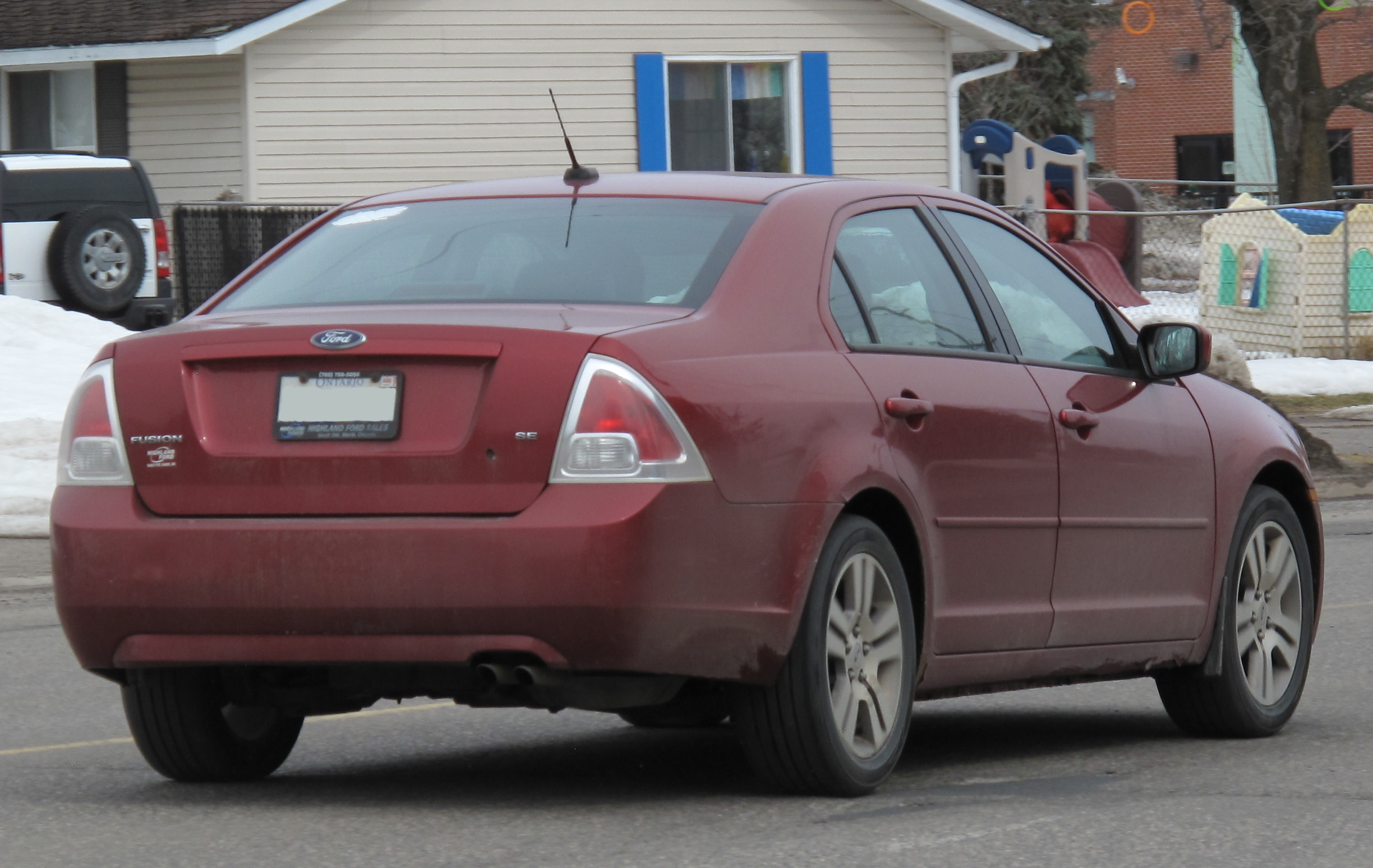
Heckansicht

### Modellpflege
Anfang 2009 wurde der Ford Fusion einem umfangreichen Facelift unterzogen und ab März 2009 auf dem US-Markt angeboten. Er konnte nun auch mit Hybridantrieb bestellt werden.
Der Mercury Milan, der nun ebenfalls mit Hybrid-Antrieb erhältlich ist, wie auch der Lincoln MKZ, wurden ebenfalls überarbeitet.

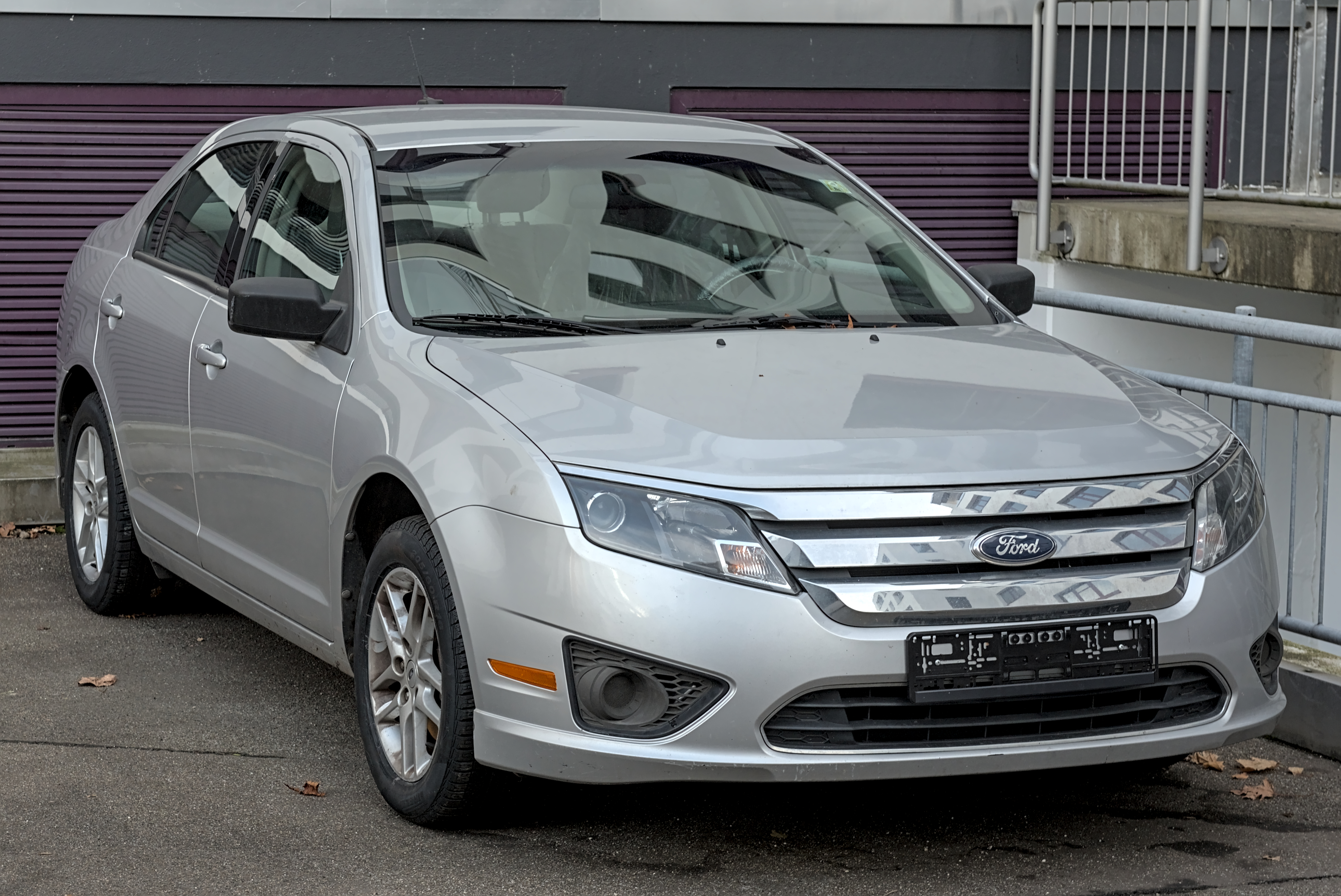
Ford Fusion (2009–2012)

### Fusion Hybrid
Die Hybrid-Variante des Fusion verfügt über einen Ottomotor mit 2,5 Litern Hubraum, der nach dem Atkinson-Kreisprozess arbeitet. Der Elektromotor wird von einem Nickel-Metallhydrid-Akkumulator betrieben, der das Fahrzeug bis zu einer Geschwindigkeit von 75 km/h ohne Nutzung des Verbrennungsmotors beschleunigen kann.
Das regenerative Bremssystem kann mehr als 90 Prozent der Bremsenergie zum Aufladen der Akkus nutzen. Der durchschnittliche Verbrauch des Fusion Hybrid liegt bei 5,7 Litern auf 100 km.

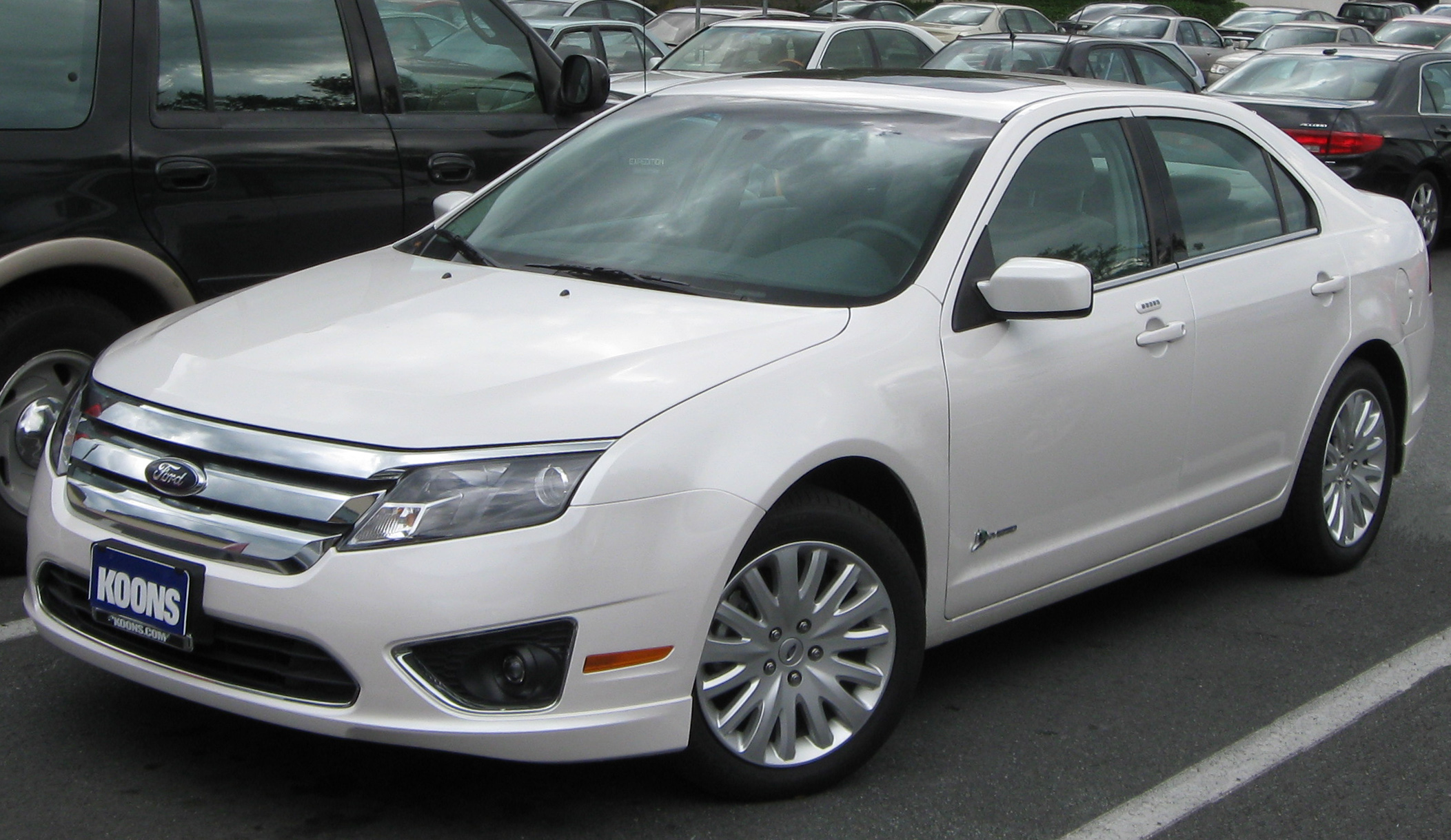
Ford Fusion Hybrid (2009–2012)
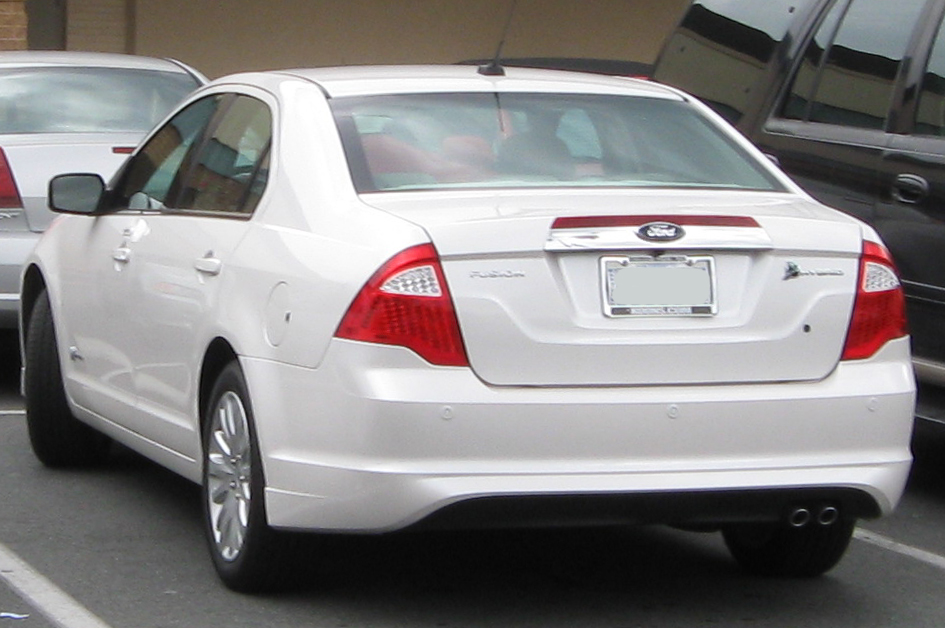
Heckansicht

| Technische Daten Ford Fusion, Modelle 2007              | | |
| Ford Fusion                                             | 2.3 | 3.0 |
| Motor:                                                  | 4-Zylinder-Reihenmotor (Viertakt)                                                                                   | 6-Zylinder-V-Motor (Viertakt), Bankwinkel 60°                                                                       |
| Hubraum:                                                | 2261 cm³ | 2967 cm³ |
| Bohrung × Hub:                                          | 87,5 × 94 mm | 89 × 79,5 mm |
| Leistung bei 1/min:                                     | 119 kW (162 PS) bei 6250                                                                                            | 165 kW (224 PS) bei 6250                                                                                            |
| Max. Drehmoment bei 1/min:                              | 211 Nm bei 4250 | 278 Nm bei 4800 |
| Verdichtung:                                            | 9,7:1 | 10:1 |
| Gemischaufbereitung:                                    | Elektronische Einspritzung                                                                                          | Elektronische Einspritzung                                                                                          |
| Ventilsteuerung:                                        | DOHC, Kette | DOHC, Kette |
| Kühlung:                                                | Wasserkühlung | Wasserkühlung |
| Getriebe:                                               | 5-Gang-Getriebe a.W. Fünfgang-Automatik, 3.0 4WD Serie Sechsgang-Automatik Frontantrieb, a.W. für 3.0 Allradantrieb | 5-Gang-Getriebe a.W. Fünfgang-Automatik, 3.0 4WD Serie Sechsgang-Automatik Frontantrieb, a.W. für 3.0 Allradantrieb |
| Radaufhängung vorn:                                     | Doppeldreiecklenker, Schraubenfedern                                                                                | Doppeldreiecklenker, Schraubenfedern                                                                                |
| Radaufhängung hinten:                                   | Mehrlenkerachse, Schraubenfedern                                                                                    | Mehrlenkerachse, Schraubenfedern                                                                                    |
| Bremsen:                                                | Scheibenbremsen rundum (Durchmesser v/h 29,9/27,9 cm), Bremskraftverstärker, ABS                                    | Scheibenbremsen rundum (Durchmesser v/h 29,9/27,9 cm), Bremskraftverstärker, ABS                                    |
| Lenkung:                                                | Zahnstangenlenkung, servounterstützt                                                                                | Zahnstangenlenkung, servounterstützt                                                                                |
| Karosserie:                                             | Stahlblech, selbsttragend, mit Hilfsrahmen                                                                          | Stahlblech, selbsttragend, mit Hilfsrahmen                                                                          |
| Spurweite vorn/hinten:                                  | 1565/1555 mm | 1565/1555 mm |
| Radstand:                                               | 2730 mm | 2730 mm |
| Abmessungen:                                            | 4830 × 1835 × 1420 mm                                                                                               | 4830 × 1835 × 1420 mm                                                                                               |
| Leergewicht:                                            | 1405 kg | 1490–1600 kg |
| Höchstgeschwindigkeit:                                  | ca. 180 km/h (gedrosselt durch ECU)                                                                                 | ca. 180 km/h (gedrosselt durch ECU)                                                                                 |
| 0–100 km/h:                                             | ca. 9,5 s | ca. 8 s |
| Verbrauch (Liter/100 Kilometer, EPA-Norm Stadtverkehr): | 10,2 S | 11,8–12,4 S |

## Fusion (2012–2020)

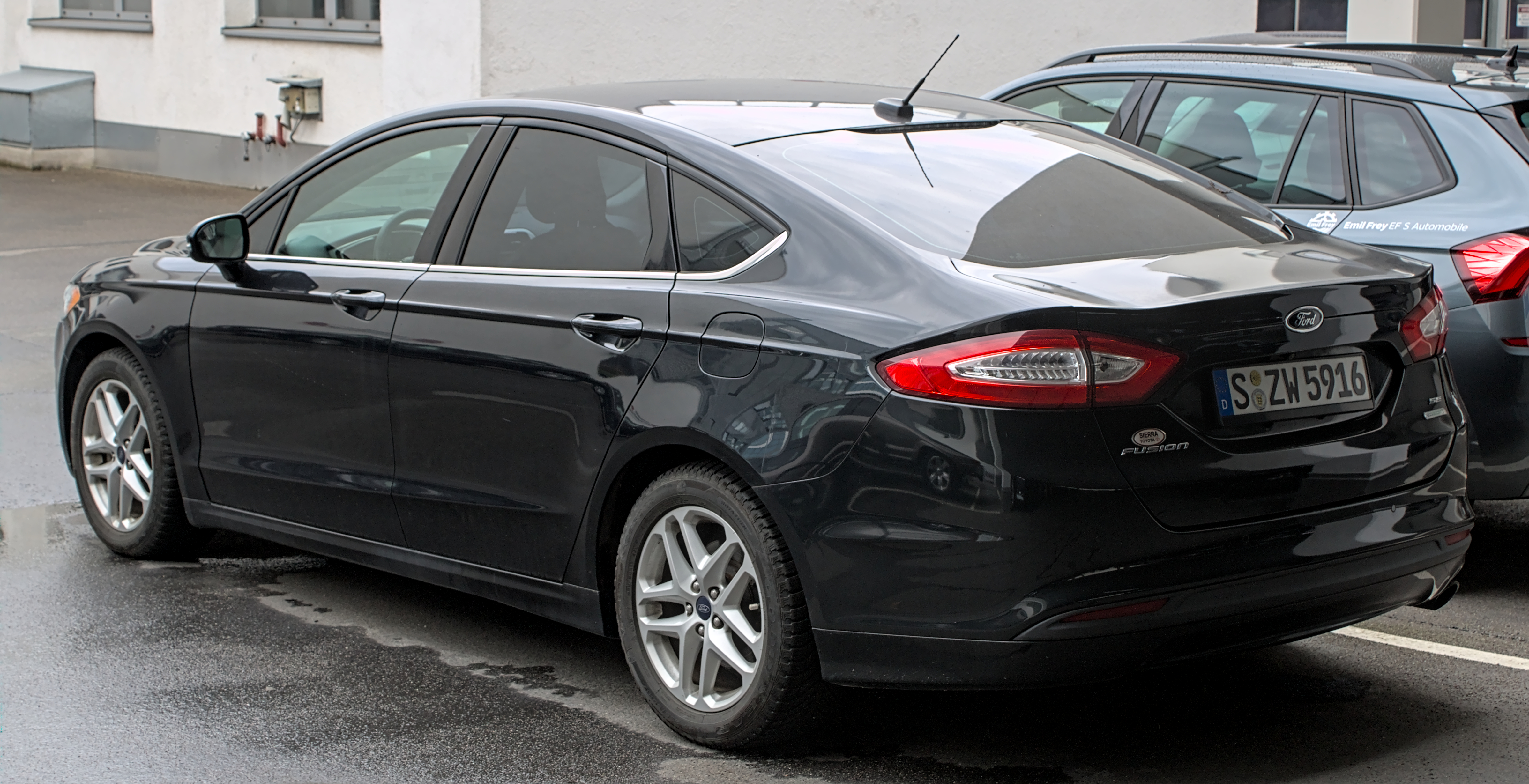
Heckansicht

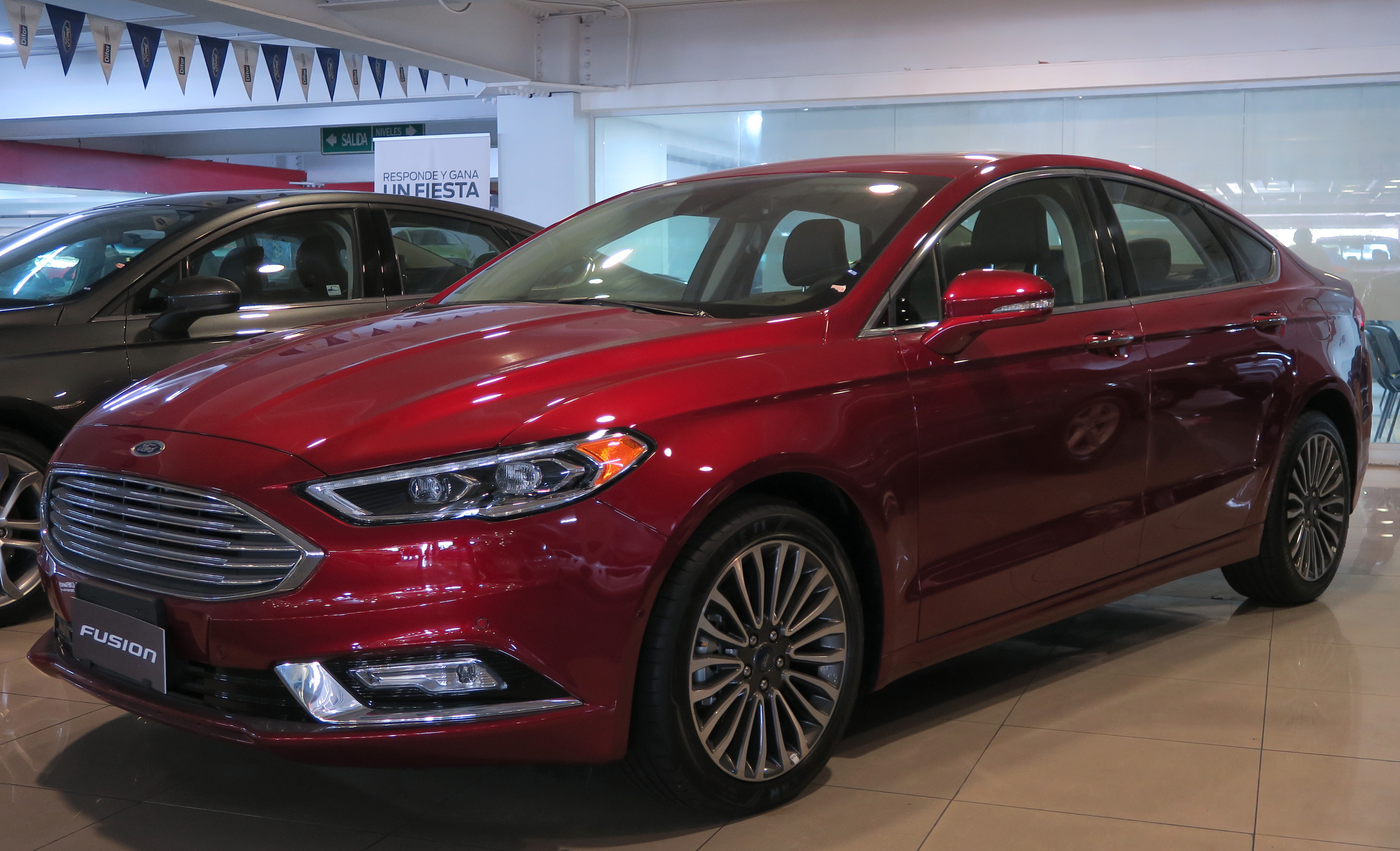
Ford Fusion (2016–2018)

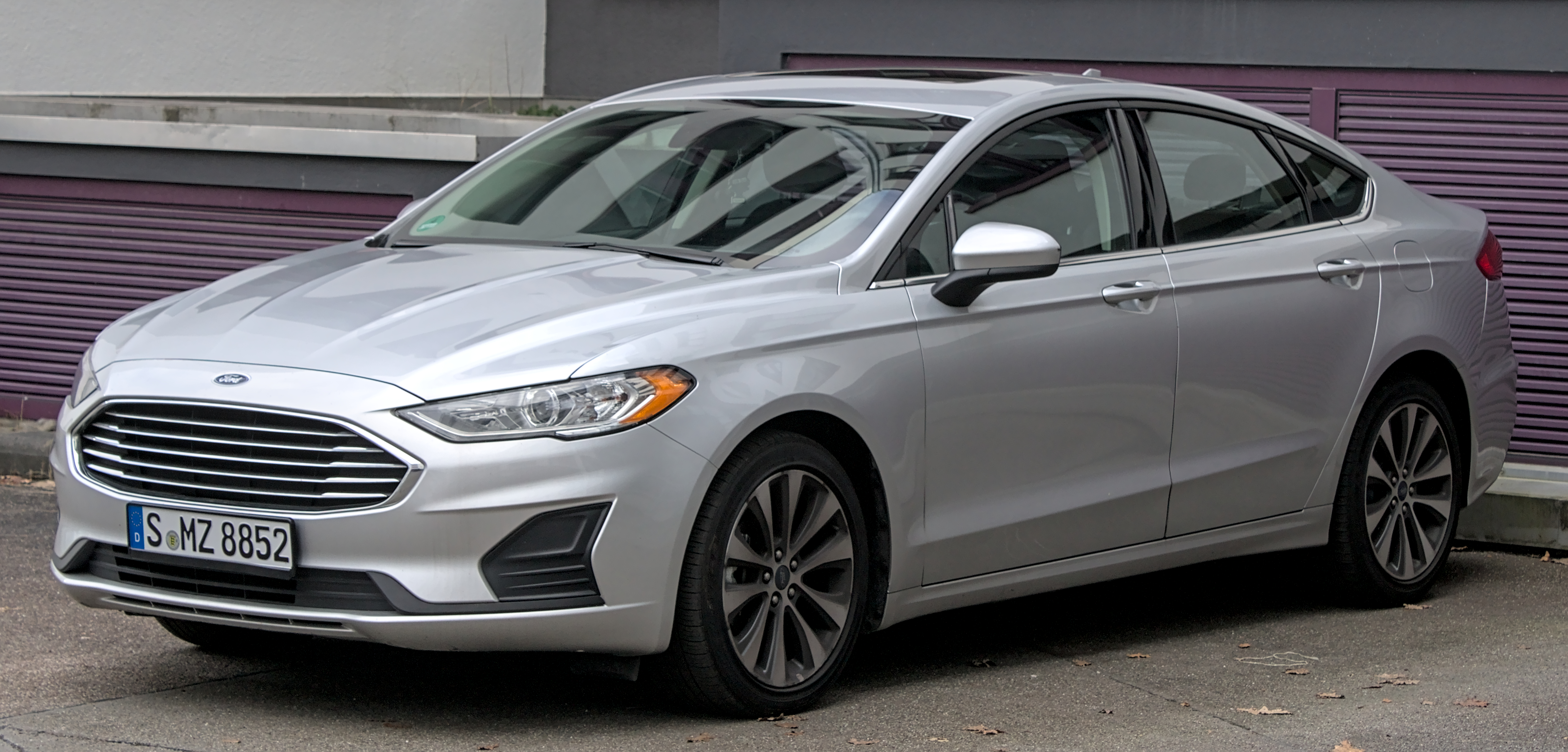
Ford Fusion (2018–2020)

Auf der Detroit Motor Show 2012 stellte Ford den neuen Fusion vor, die Markteinführung folgte im Herbst desselben Jahres. Produziert wurde der Fusion zunächst ausschließlich im mexikanischen Ford-Werk Hermosillo, später dann auch im Flat Rock Assembly Plant.
Der Fusion ist das erste Modell, das auf der neuen, globalen CD-Plattform von Ford aufbaut. In Europa und Asien basiert die seit Herbst 2014 erhältliche und zu großen Teilen identische, neue Generation des Ford Mondeo ebenfalls auf dieser Plattform. Bis auf die Hybridversion ist der Mondeo in Deutschland jedoch nur als Schrägheck- und Kombi-Version erhältlich, während der Fusion als Stufenheck angeboten wurde.
Das neue Modell war in Nordamerika ausschließlich als Stufenhecklimousine erhältlich. Als Motorisierungen wurden zwei EcoBoost-Motoren angeboten, außerdem eine Vollhybridversion sowie eine Fusion Energi genannte Plug-in-Hybrid-Version. Ford bot den Fusion auf dem nordamerikanischen Markt in drei Ausstattungsvarianten an.

### Technik
Die Benzinmotoren der EcoBoost-Generation erreichen durch Turboaufladung und Benzin-Direkteinspritzung eine verhältnismäßig hohe Leistung bei niedrigem Benzinverbrauch, der durch eine Start-Stopp-Automatik noch weiter reduziert wird. Der 2,0-Liter-Benzinmotor verfügt über ein 6-Gang-PowerShift-Automatikgetriebe mit Doppelkupplungstechnologie und ist auch mit Allradantrieb erhältlich.
Assistenzsysteme sind ein Spurhalteassistent, eine adaptive Geschwindigkeitsregelanlage, ein Einpark-Assistent und ein Toter-Winkel-Assistent.

### Hybrid-Varianten
Beide Hybrid-Versionen verfügen über Lithium-Ionen-Akkumulatoren und sollen bis zu einer Geschwindigkeit von 100 km/h rein elektrisch fahren können. Als Verbrennungsmotor dient ein neu entwickelter Vierzylinder mit 2,0 Liter Hubraum, der ebenfalls nach dem Atkinson-Kreisprozess arbeitet. Er ermöglicht die gleichen Fahrleistungen wie bei der vorherigen Modellgeneration, die von einem 2,5-Liter-Motor angetrieben wurde, bei deutlich weniger Emissionen und Verbrauch. Dieser liegt bei umgerechnet bei 5,0 bis 5,3 Litern auf 100 km.
Fusion Energi ist eine Plug-in-Hybrid-Version, welche ab 2013 in den USA verkauft wurde. Der Wagen kann 32 Kilometer rein elektrisch fahren, der Durchschnittsverbrauch liegt bei 2,7 Liter Benzin auf 100 Kilometer.
Außerdem verfügen die Hybrid-Modelle über eine aktive Geräusch-Kontrolle (Active Noise Control). Mit Hilfe des Audio-Systems werden akustisch störende Einflüsse von den Reifen zugunsten des Motorklangs reduziert.

### Technische Daten (Südafrika)
|                                             | 1.5 EcoBoost               | 2.0 EcoBoost               | 2.0 EcoBoost               | 2.0 TDCi                   |
| Bauzeitraum                                 | 2015–2020                  | 2015–2020                  | 2015–2020                  | 2015–2020                  |
| Motorkenndaten                              |                            |                            |                            |                            |
| Motortyp                                    | R4-Ottomotor               | R4-Ottomotor               | R4-Ottomotor               | R4-Dieselmotor             |
| Hubraum                                     | 1498 cm³                   | 1998 cm³                   | 1998 cm³                   | 1998 cm³                   |
| Verdichtungsverhältnis                      | 10,0 : 1                   | 9,3 : 1                    | 9,3 : 1                    | 16,0 : 1                   |
| max. Leistung bei min−1                     | 132 kW (179 PS)/6000       | 149 kW (203 PS)/5400       | 177 kW (241 PS)/5300       | 132 kW (179 PS)/3500       |
| max. Drehmoment bei min−1                   | 240 Nm/1600–4000           | 340 Nm/2300–4900           | 340 Nm/2300–4900           | 400 Nm/2000–2500           |
| Kraftübertragung                            |                            |                            |                            |                            |
| Antrieb                                     | Vorderradantrieb           | Vorderradantrieb           | Vorderradantrieb           | Vorderradantrieb           |
| Getriebe, serienmäßig                       | 5-Stufen-Automatikgetriebe | 5-Stufen-Automatikgetriebe | 5-Stufen-Automatikgetriebe | 5-Stufen-Automatikgetriebe |
| Messwerte                                   |                            |                            |                            |                            |
| Höchstgeschwindigkeit                       | 214 km/h                   | 232 km/h                   | 240 km/h                   | 223 km/h                   |
| Beschleunigung, 0–100 km/h                  | 9,1 s                      | 8,7 s                      | 7,9 s                      | 8,6 s                      |
| Kraftstoffverbrauch auf 100 km (kombiniert) | 7,4 l Super                | 7,5 l Super                | 8,5 l Super                | 5,1 l Diesel               |
| CO2-Emissionen (kombiniert)                 | 173 g/km                   | 174 g/km                   | 187 g/km                   | 124 g/km                   |
| Tankinhalt                                  | 62 l                       | 62 l                       | 62 l                       | 62 l                       |

## Motorsport

### NASCAR
Im Jahr 2006 wurde der Fusion die neue Silhouette der Ford-Fahrzeuge in den NASCAR-Rennserien und löste den bis dahin verwendeten Ford Taurus ab. Damit führte Ford zum ersten Mal seit dem Ford Torino 1968 ein neues Modell in der NASCAR-Serie gleichzeitig mit seiner US-Markteinführung ein. Ab 2013 wird die Silhouette der zweiten Modellgeneration verwendet, der Fusion debütierte bei dem Daytona 500 im Februar 2013. Seit 2016 wird ein überarbeitetes Fahrzeug eingesetzt.

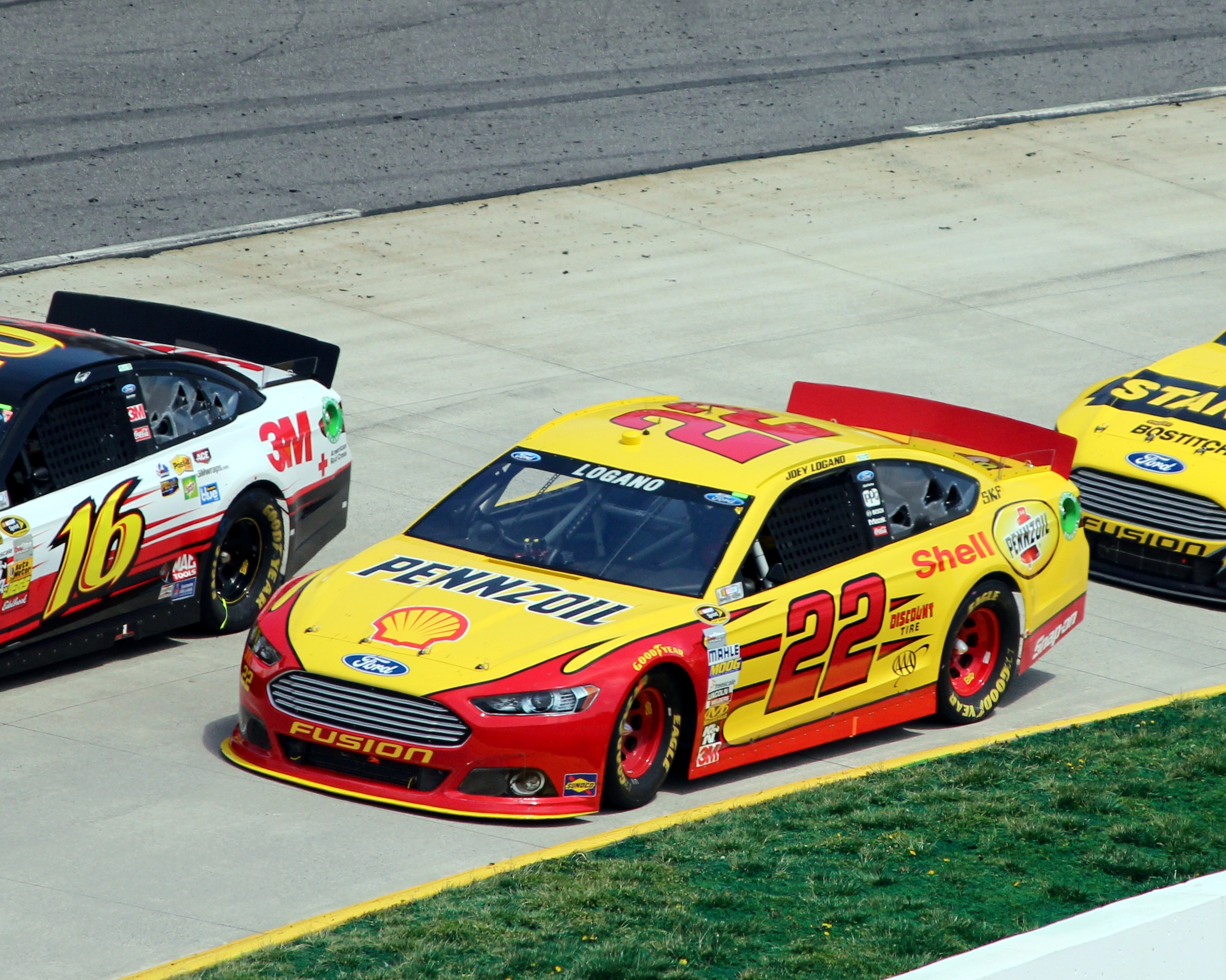
Penske-Ford 22 von Logano
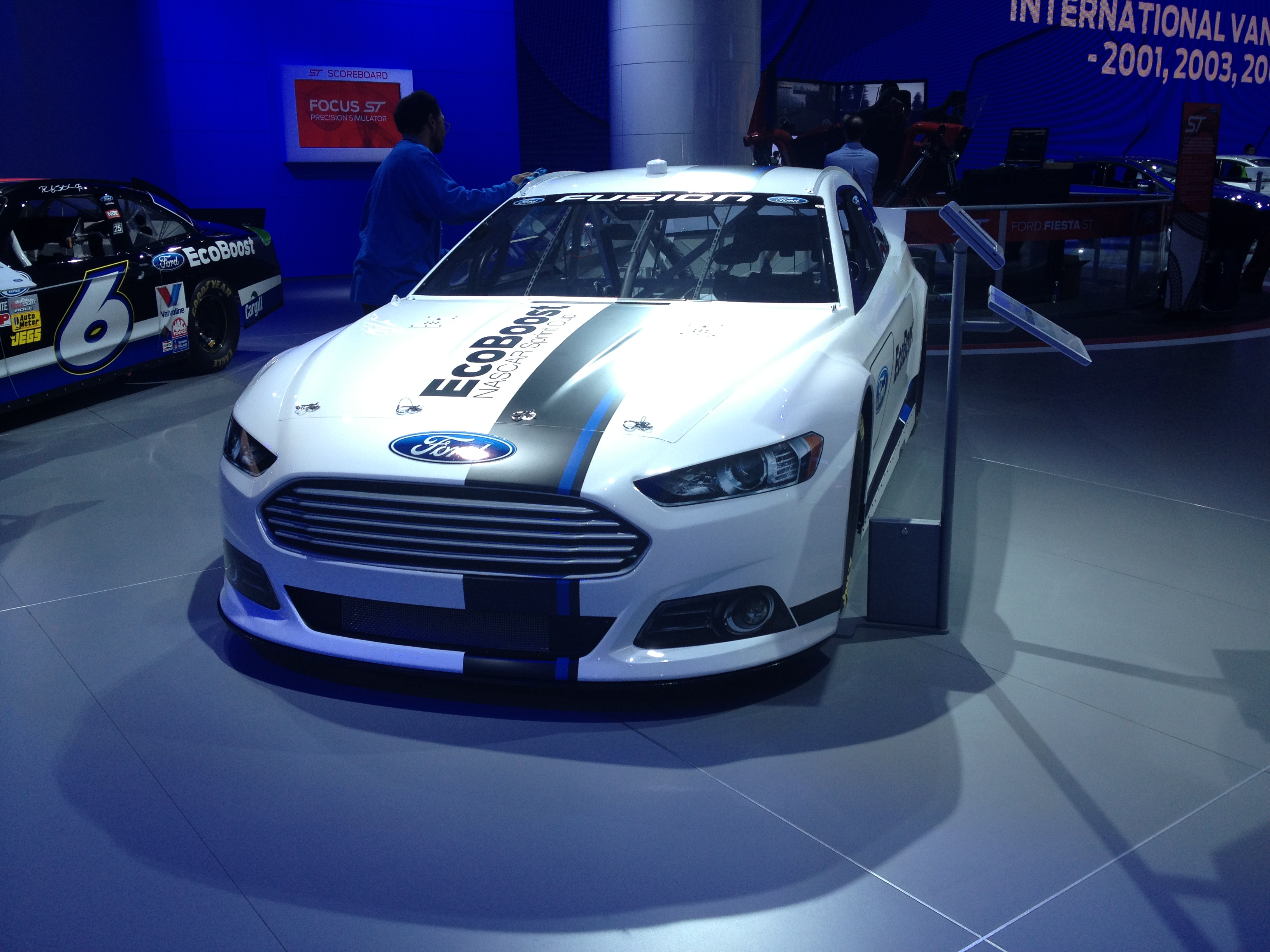
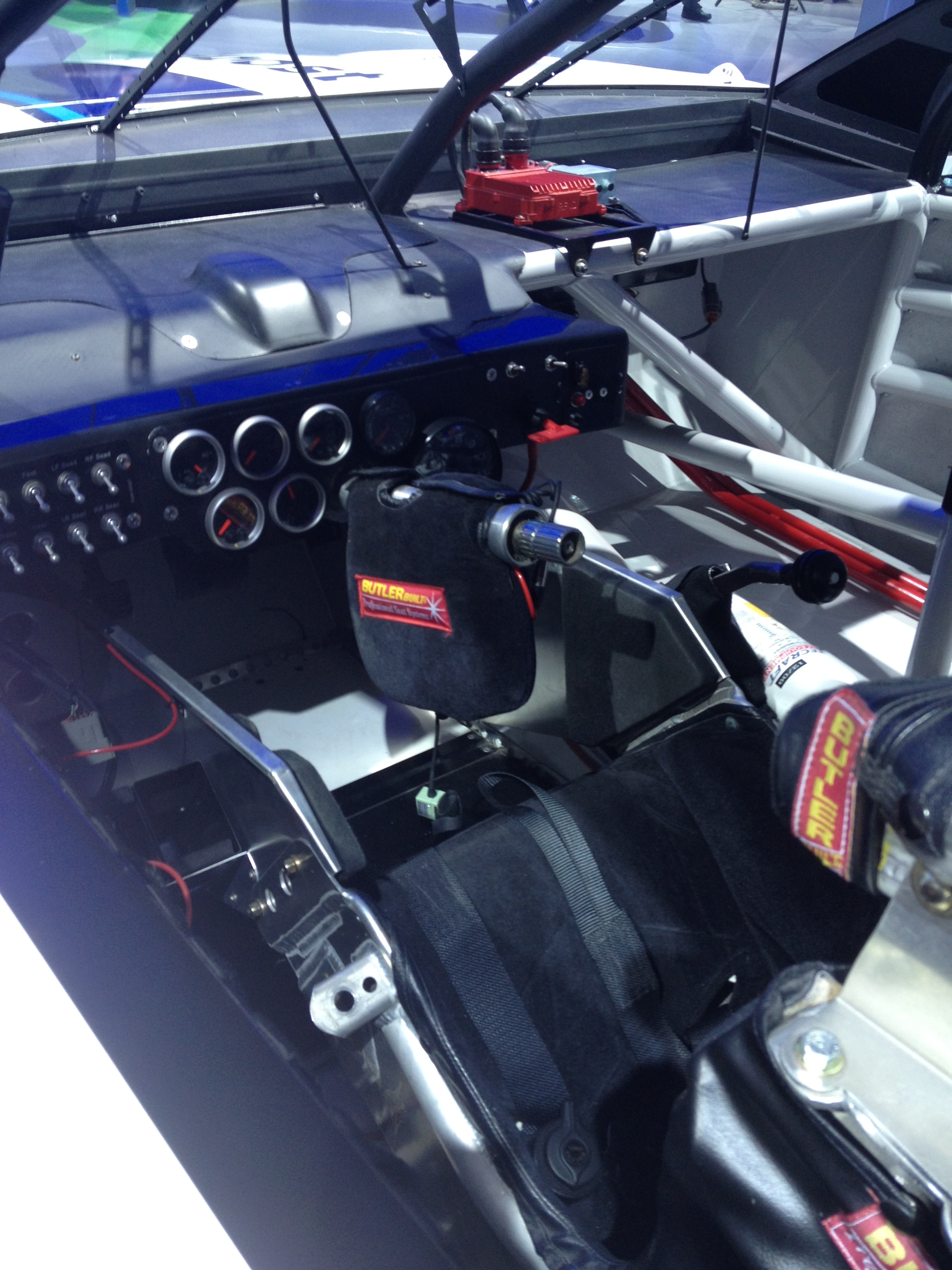
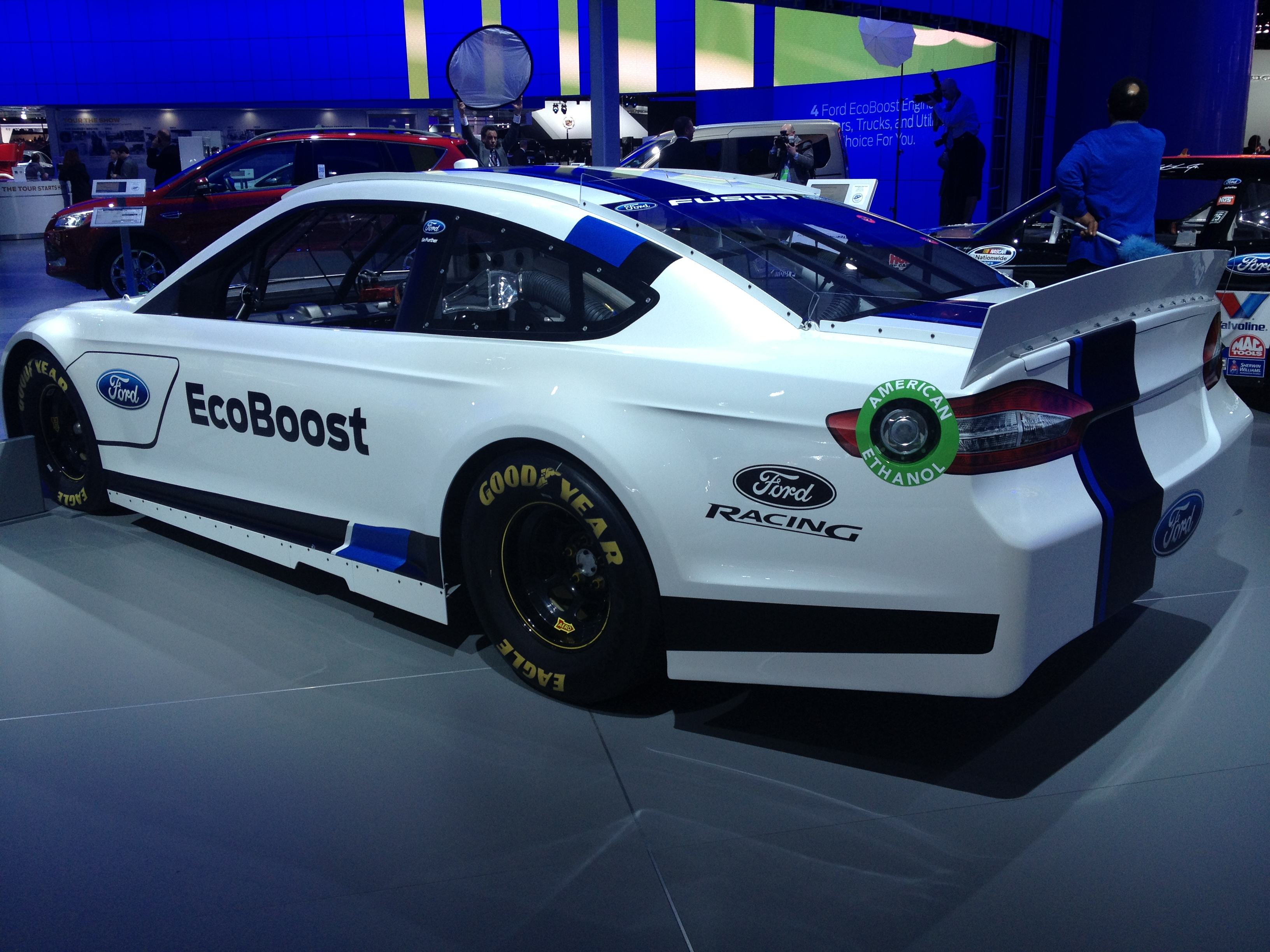
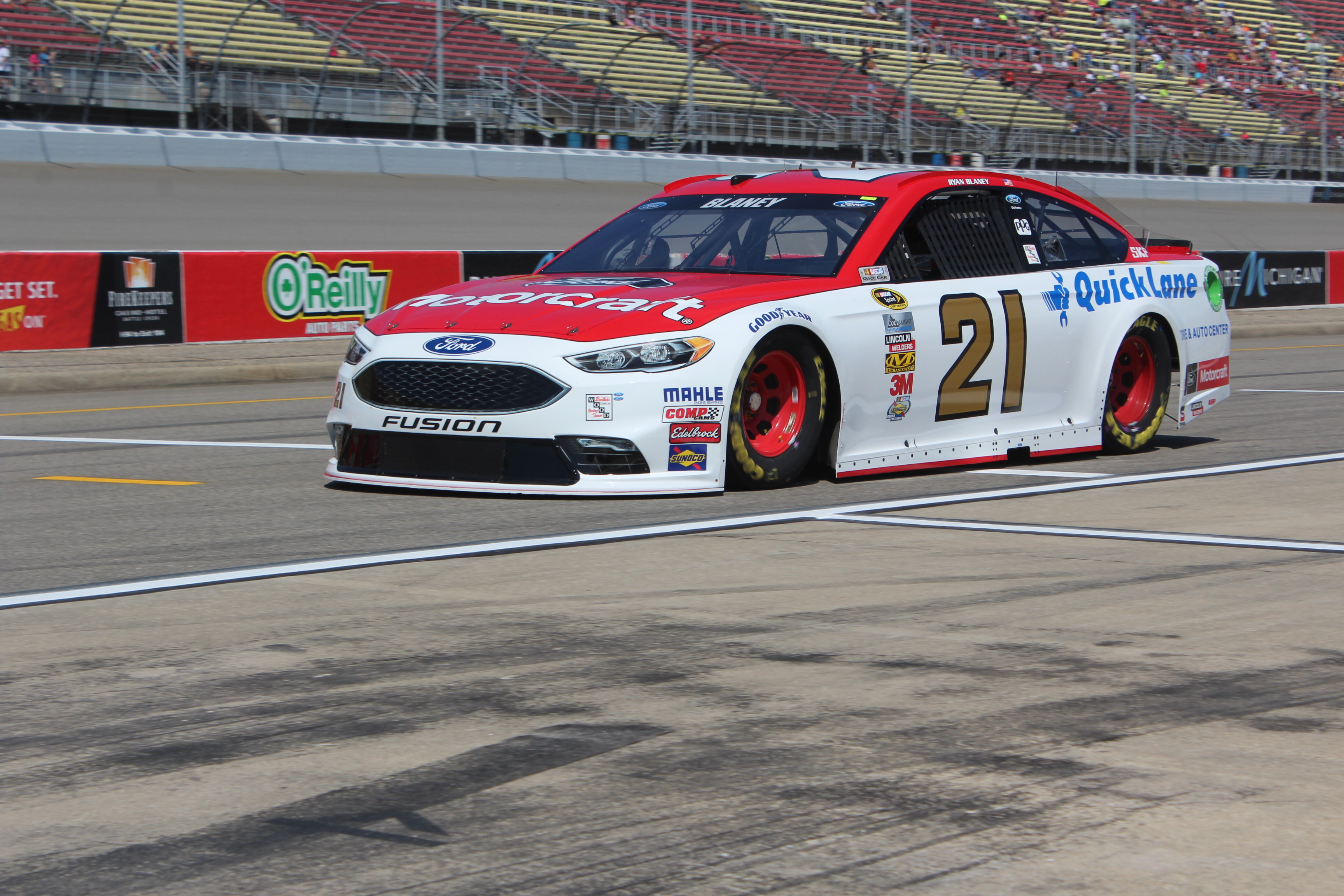
Der überarbeitete Ford Fusion, 2016